# مات فوكس (موسيقي)
مات فوكس (بالإنجليزية: Matt Fox)‏ هو موسيقي وكاتب أغاني أمريكي، ولد في 28 أبريل 1973 في سميثتاون في الولايات المتحدة.